# Gallwies
Gallwies ist eine Rotte in der Marktgemeinde Bad Hofgastein im österreichischen Bundesland Salzburg.

## Geografie
Die Rotte Gallwies gehört zur Ortschaft und Katastralgemeinde Bad Hofgastein. Sie liegt am rechten Flussufer der Gasteiner Ache, in die gegenüber der Wiedner Almbach einmündet.

## Geschichte
Der Ortsname leitet sich wohl von der angrenzenden Galgenwiese ab, wo im Jahr 1759 die letzte Hinrichtung stattfand. Noch im 19. Jahrhundert war Gallwies keine Rotte, sondern ein Einzelhof.

## Kultur
Der Gallwies-Pass ist eine der zahlreichen Krampus-Gruppen („Passen“) des Gasteinertals. Ihn gab es zunächst von 1985 bis 2010. Im Jahr 2012 wurde er neu gegründet. Er ist in Hundsdorf und Lafen aktiv. Weitere in Gallwies auftretende Krampus-Gruppen waren beziehungsweise sind der 1985 gegründete und nicht mehr bestehende Kronwald-Pass sowie der 2003 gegründete Durz-Pass.

## Infrastruktur
Am östlichen Ortsrand verläuft die Landesstraße B167. Gallwies ist über die Bushaltestelle Bad Hofgastein Bürgerberg an den öffentlichen Verkehr angeschlossen. Die Fernradwege Ciclovia Alpe Adria und EuroVelo 7 führen durch die Siedlung. Entlang der Gasteiner Ache verläuft der Fernwanderweg Rupertiweg. Die schwere Mountainbikestrecke Biberalm–Wiedneralm führt hier entlang der Landesstraße.